# Hemiplagiophleboptena
Hemiplagiophleboptena is een geslacht van halfvleugeligen uit de familie schuimcicaden (Cercopidae). De wetenschappelijke naam van dit geslacht is voor het eerst geldig gepubliceerd in 1949 door Lallemand.

## Soorten
Het geslacht Hemiplagiophleboptena  is monotypisch en omvat slechts de volgende soort:
- Hemiplagiophleboptena multicolor Lallemand, 1949